# Choi Soo-young
Choi Soo-young (hangul: 최수영; Gwangju, 10 de febrero de 1990), también conocida como Sooyoung, es una cantante, modelo, actriz y compositora surcoreana, conocida por ser miembro del grupo femenino surcoreano Girls' Generation, formado por SM Entertainment en el año 2007. También fue miembro del dúo musical femenino surcoreano-japonés Route 0.

## Biografía
Soo-young nació el 10 de febrero de 1990 en Gwangju, Corea del Sur.
Sooyoung se graduó de JeongShin Women High School (hangul: 정신 여자 고등학교) en 2009 y actualmente se especializa en artes y teatro en la Universidad de Chung-Ang. Habla coreano y japonés de manera fluida y un inglés conversacional.
Desde 2012 sale con el actor surcoreano Jung Kyung-ho.

### Accidente de coche
El domingo 28 de agosto de 2011, mientras se dirigía en coche con su hermana hacia un evento de caridad en un hospital infantil, colisionó con un motorista que circulaba en sentido contrario. Este accidente hizo que Sooyoung tuviera una fractura de coxis y tuvo que olvidar su agenda, no pudiendo asistir al concierto de "SMTOWN LIVE in TOKYO SPECIAL EDITION" ni al concierto de las Girls' Generation en Taiwán en su gira de 2011.
Durante su estancia en el hospital, grabó un mensaje en coreano e inglés dirigido a sus fanes, en el que daba gracias por todo el apoyo y preocupación que había surgido por su accidente. El 27 de septiembre de 2011, totalmente recuperada, volvió a retomar su agenda oficial con su grupo Girls' Generation y con su compañía S.M. Entertainment.

## Carrera
Fue descubierta por SM Entertainment a través de la SM Open Audition realizada en el año 2000. Luego audicionó para Korea-Japan Ultra Idol Duo Audition en 2002, y ganó el primer lugar, marcando su debut en la escena musical japonesa como parte del dúo musical femenino surcoreano-japonés Route 0, junto a Marina Takahashi. Después de ganar el primer lugar en la Korea-Japan Ultra Idol Duo de 2002, Sooyoung fue enviada a Japón y debutó como miembro de Route 0, junto a Marina Takahashi. El grupo lanzó tres sencillos: “Waku! Waku! It’s Love”, “Start”, y “Painting”. Finalmente, el dúo se disolvió en 2003, y ambas tomaron caminos separados. Finalmente, en 2007, volvió a debutar en la industria musical como miembro del grupo femenino surcoreano Girls' Generation, en el que permanece hasta el día de hoy.

### Solista
En 2008, Sooyoung y Yuri (su compañera de Girls' Generation) cantaron “Kkok” (Hangul: “꼭”) para el tema de apertura de la miniserie de TV de la SBS Working Mom (Hangul: 워킹 맘).
En 2014 cantó el sencillo "Wind flower" para "My Spring Days", miniserie de TV de la MBC.

### Actuación
Sooyoung interpretó un papel en la novela Unstoppable Marriage (Coreano: 못말리는 결혼) de la KBS 2TV, al lado de Yuri.
Coprotagonizó con Lee Yeon-hee y Kangin en la comedia romántica Hello, Schoolgirl (En Coreano: 순정만화; Sunjeong Manhwa) que salió en noviembre de 2008, donde actuó como Jeong Da-jeong.
El 7 de marzo de 2010, realizó un cameo en la miniserie de la SBS Paradise Ranch protagonizada por sus compañeros de disquera Changmin y Lee Yeon-hee.
También salió en Oh! My Love to You (Korean: “너만을 느끼며”; or también llamada Feeling Only You) por The Blue (Kim Min-jong and Son Ji-chang), junto a su compañera Tiffany.
Realizó un cameo en A Gentleman’s Dignity en el capítulo 5.
Trabajó también en el drama llamado The 3rd Hospital, en el cual actuó con grandes actores de Corea, y se emitió a finales de 2012.
El 27 de mayo de 2013 fue estrenado su nuevo drama llamado Dating Agency Cyrano, que también cuenta con grandes actores, una trama divertida y llena de romance.
En el verano de 2014 se unió al drama My Spring Days como actriz principal, siendo este su primer papel para una cadena televisiva importante.
El 1 de febrero de 2020 se unió al elenco principal de la serie Tell Me What You Saw (también conocida como Call It Like You See It) hasta el final de la serie el 22 de marzo del mismo año. Interpretó a una detective con memoria fotográfica que se une un genio perfilador (Jang Hyuk) para localizar a un asesino en serie.
En junio del 2020 se anunció que estaba en pláticas para unirse al elenco de la serie Run On.
El 30 de abril de 2021 protagonizó la exitosa serie Entonces me casé con la antifan junto a Choi Tae-joon. Allí da vida a Lee Geun-young. La serie fue filmada en 2018. En mayo del mismo año, apareció como invitada en la serie Move to Heaven, donde interpretó a Son Yoo-rim.
En septiembre de 2021 se confirmó que se había unido al elenco de la serie If You Wish Upon Me, donde da vida a Seo Yeon-joo, una enfermera que trabaja en un hospital de cuidados paliativos.

### Conducción de televisión
Antes de su debut como miembro de Girls' Generation, era una VJ del M.net Hello Chat de 2005, al lado de Kangin de Super Junior.
También trabajo como DJ de radio con Sungmin de Super Junior en DMB ChunBangJiChuk Radio (Hangul: 천방지축 라디오; lit. Reckless Radio) desde julio de 2007 hasta enero de 2008.
Desde mayo hasta noviembre de 2009, fue presentadora para el show infantil de la MBC TV Fantastic Duo (En Coreano: 환상의 짝꿍) junto a Oh Sang-jin (Hangul: 오상진), y Kim Je-dong (Hangul: 김제동).
En mayo de 2012 se convierte en nueva MC de Midnight TV Entertainment junto a Yoon Do Hyun.
El 7 de julio de 2014 conduce el Miss Corea donde Kim Seo-yeon de Seúl resultó la ganadora para participar en Miss Universo 2015.

### Modelaje
Antes de su debut con Girls' Generation, Sooyoung modeló con su compañero de Route 0, Takahashi, para la línea de ropa de Chubbygang en 2003.
Al poco tiempo de su regreso de Japón, apareció en un anuncio de TV de Samsung AnyCall con Park Jeong-Ah (Hangul: 박정아) en 2004.
Con su compañera Yoona, Sooyoung modeló para SFAA Seoul Collection: Lee Joo-Young Fashion Show 2008-09 en el Seoul Hakyohul Exhibition Hall el 20 de marzo de 2008. Tuvo una sesión de fotos con Seohyun y Yuri para el fotógrafo de la QTV. La sesión de fotos, llamada “Dreaming Water”, es una campaña por Cosmopolitan Magazine en conjunto con la UNICEF para promover la preservación del agua y por un medioambiente limpio.
El 29 de marzo de 2010, Sooyoung, junto con Taeyeon, Yuri, Yoona y Seohyun, fue contratada para la campaña de Nintendo Korea de la consola portátil Nintendo DSi.

## Filmografía

### Series de televisión
| Año       | Título                          | Personaje          | Canal     | Notas                           | Ref.          |
| --------- | ------------------------------- | ------------------ | --------- | ------------------------------- | ------------- |
| 2007      | Unstoppable Marriage            | Ella misma         | KBS       |                                 | [ 12 ]        |
| 2010      | Oh! My Lady                     | Ella misma         | SBS       |                                 | [ 13 ]        |
| 2012      | The 3rd Hospital                | Lee Eui-jin        | tvN       | Protagonista; debut como actriz | [ 14 ]        |
| 2014      | My Spring Days                  | Lee Bom-yi         | MBC       |                                 |               |
| 2016      | Perfect Sense                   | Jung Ah-yeon       | KBS       | Protagonista                    |               |
| 2017-18   | Man in the Kitchen              | Lee Roo-ri         | MBC       | Protagonista                    | [ 15 ]        |
| 2020      | Tell Me What You Saw            | Cha Soo-young      | OCN       |                                 | [ 16 ]        |
| 2020-2021 | Run On                          | Seo Dan-ah         | JTBC      |                                 | [ 17 ]        |
| 2021      | Move to Heaven                  | Son Yoo-rim        | Netflix   | Reparto                         |               |
| 2021      | Entonces me casé con la antifan | Lee Geun-young     | Naver TV  | Protagonista                    | [ 18 ]        |
| 2021-22   | Uncle                           | Estrella principal | TV Chosun | Cameo (ep. 13)                  | [ 19 ]        |
| 2022      | If You Wish Upon Me             | Seo Yeon-joo       | KBS 2     | Protagonista                    | [ 20 ]        |
| 2023      | Los demás no                    | Kim Jin-hee        | ENA       | Protagonista                    | [ 21 ] [ 22 ] |
| 2025      | Otro brindis para el amor       | Han Geum-ju        | tvN       | Protagonista                    | [ 23 ] [ 24 ] |

### Películas
| Año  | Título                          | Personaje | Notas                | Ref.                 |
| ---- | ------------------------------- | --------- | -------------------- | -------------------- |
| 2019 | Memories of a Dead End          | Yoomi     |                      |                      |
| 2019 | Miss & Mrs. Cops                | Jang-mi   | Personaje secundario | [ 25 ] [ 26 ] [ 27 ] |
| 2020 | New Year Blues (New Year's Eve) | Oh-wol    |                      | [ 28 ]               |

### Programas de variedades
| Año  | Título      | Canal | Función  | Notas            | Ref.          |
| ---- | ----------- | ----- | -------- | ---------------- | ------------- |
| 2015 | Running Man | SBS   | Invitada | Episodio n.º 254 |               |
| 2020 | Running Man | SBS   | Invitada |                  | [ 29 ] [ 30 ] |

### Presentadora
| Año  | Evento                             | Función                   | Ref.   |
| ---- | ---------------------------------- | ------------------------- | ------ |
| 2021 | 2021 MAMA (2021 Mnet Music Awards) | Presentadora de categoría | [ 31 ] |

## Premios y nominaciones
| Año  | Premiación                     | Categoría               | Nominación       | Resultado | Ref.          |
| ---- | ------------------------------ | ----------------------- | ---------------- | --------- | ------------- |
| 2019 | 40.os Premios Blue Dragon Film | Mejor actriz revelación | Miss & Mrs. Cops | Nominada  | [ 32 ] [ 33 ] |